# Травень 2005
Травень 2005 — п'ятий місяць 2005 року, що розпочався у неділю 1 травня та закінчився у вівторок 31 травня.

## Події
- 3 травня
  - Вибух на військовому складі в Афганістані (село Башгах, провінція Баглан, 125 км від Кабула). 28 людей загинули, більше 70 отримали поранення.
- 4 травня
  - Браузер Firefox завантажено понад 50 мільйонів разів.
- 5 травня
  - Конгрес США виділяє кошти «на підтримку демократії» в Україну (60 млн дол) і в Білорусь (5 млн дол.) За виділення коштів проголосували 368 конгресменів, проти — 58.
  - Узбекистан заявляє про вихід з ГУУАМ.
  - Лейбористська партія перемагає на виборах в парламент Великої Британії.
- 15 травня
  - Чехія стає чемпіоном світу з хокею 2005 року. У фінальному матчі команда Чехії виграла у команди Канади з рахунком 3:0.
- 17 травня
  - У Києві відбулося офіційне відкриття фестивалю «Євробачення».
- 18 травня
- У фіналі Кубка УЄФА 2005 московський ЦСКА обіграв лісабонський «Спортінг».
- 25 травня
  - Англійський футбольний клуб «Ліверпуль» переміг у Лізі чемпіонів. У фінальному матчі, який відбувся на стадіоні «Ататюрк» у Стамбулі (Туреччина), «Ліверпуль» виграв у італійського клубу «Мілан». Основний і додатковий час не принесло переваги жодній з команд — нічия 3:3. Рахунок у серії післяматчевих пенальті 3:2 на користь «Ліверпуля».
- 26 травня
  - Вперше в історії гелікоптер досяг найвищої точки планети — вершини гори Еверест і здійснив посадку на цьому «піку світу». За штурвалом вертольота компанії «Єврокоптер» перебував французький пілот Дідьє Дельсаль.
- 29 травня
  - На референдумі у Франції більшість проголосувала проти Європейської конституції.